# FourFourTwo (jeu vidéo)
Pour les articles homonymes, voir FourFourTwo.
FourFourTwo est un jeu vidéo de gestion sportive d'un club de football développé et édité par SCi Entertainment, sorti en 2002 sur Windows.

## Accueil
- Jeuxvideo.com : 13/20[1]